# Belovar (Šomođska županija, Mađarska)
Belovar (mađ. Bélavár) je pogranično selo u južnoj Mađarskoj.
Zauzima površinu od 22,78 km četvornih.

## Zemljopisni položaj
Nalazi se na 46° 7' sjeverne zemljopisne širine i 17° 13' istočne zemljopisne dužine, sjeverno od rukavca Drave i 200 m od granice s Republikom Hrvatskom. Najbliže naselje u RH je Novo Virje, 3,5 km jugozapadno. 
Dvorišče je 4 km sjeverno-sjeverozapadno, Aromec je 7,5 km istočno, Izvar je 2 km južno-jugoistočno.

## Upravna organizacija
Upravno pripada Barčanskoj mikroregiji u Šomođskoj županiji. Poštanski broj je 7589.
U Belovaru djeluje jedinica romske manjinske samouprave.

## Promet
Nalazi se na željezničkoj prometnici Velika Kaniža-Pečuh. Zapadno od sela, preko pruge se nalazi željeznička postaja.

## Stanovništvo
Belovar ima 470 stanovnika (2001.). Mađari su većina. Romi čine 1,9% te ostali. Rimokatolika je 82%, kalvinista je 2,6% te ostalih. 

## Vanjske poveznice
- Belovar na fallingrain.com